# Casmaria
Genre
Synonymes
- Cassis (Casmaria)[1]
- Phalium (Casmaria) H. Adams & A. Adams, 1853[1]
- Semicassis (Casmaria) H. Adams & A. Adams, 1853[1]

Casmaria est un genre de mollusques gastéropodes de la famille des Cassidae.

## Liste des espèces
Selon World Register of Marine Species (13 novembre 2014) :
- Casmaria atlantica Clench, 1944 -- Caraïbes
- Casmaria beui Buijse, Dekker & Verbinnen, 2013 -- Philippines
- Casmaria boblehmani Fedosov, Olivera, Watkins & Barkalova, 2014
- Casmaria cernica (G. B. Sowerby III, 1888) -- Région indonésienne et Japon
- Casmaria erinaceus (Linnaeus, 1758) -- Océan Indien
- Casmaria kalosmodix (Melvill, 1883)
- Casmaria kayae Buijse, Dekker & Verbinnen, 2013
- Casmaria perryi (Iredale, 1912) -- Nouvelle-Zélande
- Casmaria ponderosa (Gmelin, 1791) -- Océan Indien
- Casmaria turgida (Reeve, 1848)
- Casmaria unicolor (Pallary, 1926) -- Mer Rouge

## Galerie

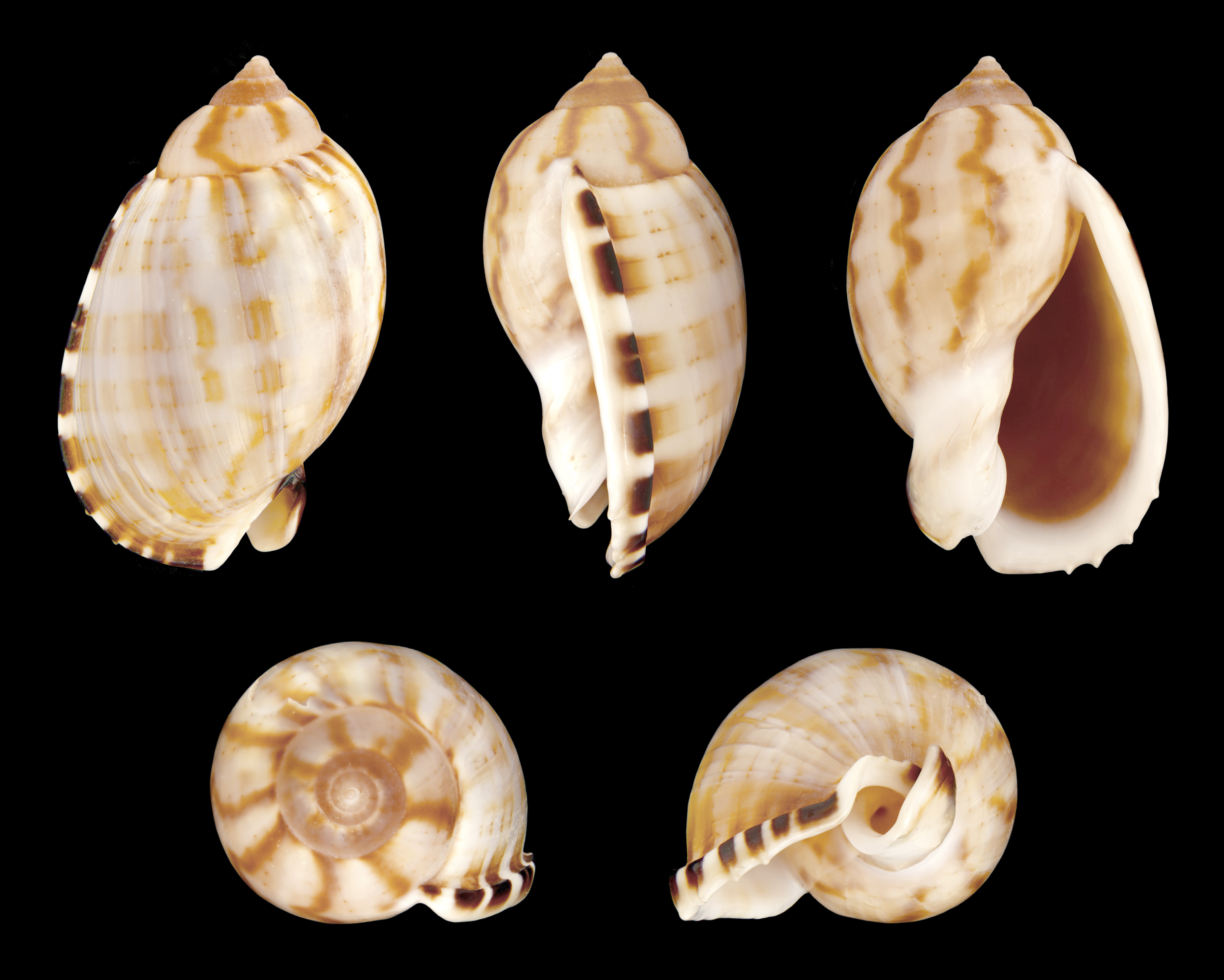
Casmaria erinaceus forma vibex
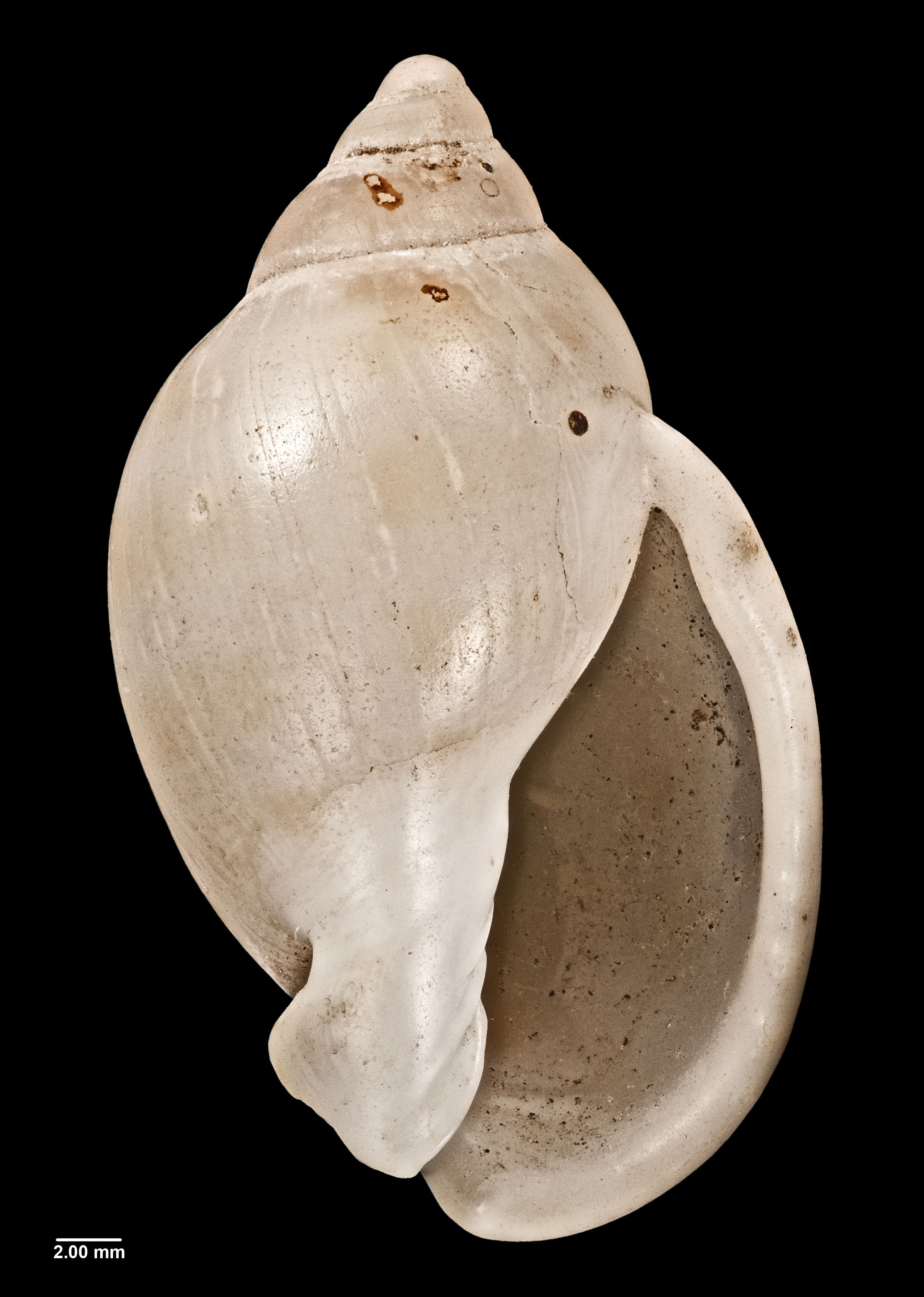
Casmaria perryi
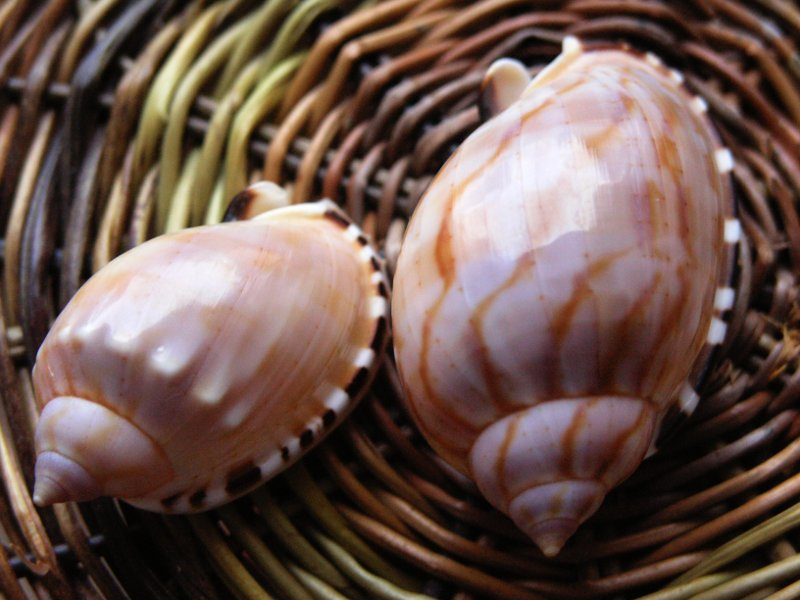
Casmaria ponderosa ponderosa